# Bivacco Paolo Perelli Cippo
Il bivacco Paolo Perelli Cippo è un bivacco della Valle d'Aosta che si trova sul  Col des Grandes Murailles (3831 m), sullo spartiacque tra la Valtournenche e la Valpelline. Ha 9 posti letto.

## Storia
Il bivacco è stato inaugurato nel 1974 e ricorda l'alpinista Paolo Perelli Cippo (1912 - 1974), direttore generale della Campari, innamorato della Valtournenche, privo di un arto superiore perso durante la Guerra d'Africa, che ha compiuto numerose scalate con le guide Pellissier.

## Accesso
L'accesso al bivacco avviene normalmente partendo dal lago di Place Moulin e passando per il rifugio Aosta e il ghiacciaio des Grandes Murailles in circa 8h (difficoltà AD). In alternativa si può raggiungere da Cervinia per il ghiacciaio di Montabel e il Col des Grandes Murailles in circa 10h (difficoltà D+).

## Ascensioni
Il bivacco serve per la salita alla Dent d'Hérens, alla punta Margherita, alla punta Lioy e ai Jumeaux.

## Traversate
- Rifugio Aosta
- Bivacco Tête des Roéses